# Astrid Meyerfeldt
Astrid Meyerfeldt (* 1960 in Rostock) ist eine deutsche Theater- und Filmschauspielerin.

## Ausbildung und Karriere
Astrid Meyerfeldt erhielt ihre schauspielerische Ausbildung von 1980 bis 1984 an der Hochschule für Schauspielkunst „Ernst Busch“ in Rostock. Nach ihrem ersten Engagement am Theater der Freundschaft in Berlin engagierte Frank Castorf sie an die Volksbühne am Rosa-Luxemburg-Platz, wo sie von 1992 bis 2008 festes Ensemblemitglied war.
Hier spielte sie zahlreiche Rollen in Inszenierungen von Frank Castorf, Christoph Schlingensief, Leander Haußmann, René Pollesch, Andreas Kriegenburg und Johan Simons. Zwischen 2008 und 2013 gastierte sie als freie Schauspielerin am Theater Oberhausen, Theater Basel, Theater Kiel und Staatstheater Stuttgart.
Am Theater Basel (2012) führte Meyerfeldt ihre erste Regie mit dem Stück I hired Tristan und Isolde. Von 2013 bis 2018 engagierte Armin Petras Meyerfeldt an das Staatstheater Stuttgart. Für ihre Rolle Marianne in dem Stück Szenen einer Ehe nach Ingmar Bergman – „Ehepartner“ Joachim Król, Regie: Jan Bosse – erhielt sie vom Deutschen Theaterpreis Der Faust die Nominierung als beste Darstellerin im Schauspiel 2014. Nach dem Engagement in Stuttgart arbeitet Meyerfeldt wieder als freie Schauspielerin, so am Berliner Ensemble, Deutsches Theater Berlin und Schauspiel Köln. Für ihre Darstellung der Mary Tyrone in dem Stück Eines langen Tages Reise in die Nacht von Eugene O’Neill, Regie: Luk Perceval am Schauspiel Köln erhielt sie 2020 den Theaterpreis „Der Faust“.
Einem breiten Publikum ist sie auch durch ihr Mitwirken in zahlreichen Film-, Fernseh- und Hörspielproduktionen bekannt.
Unter anderem spielte Meyerfeldt die Rolle der Geliebten in dem Musikvideo Du hast der Gruppe Rammstein.

## Filmografie (Auswahl)

### Kino
- 1992: Banale Tage
- 1993: Adamski
- 1994: Mein lieber Mann, Regie: Eva Balrühs
- 2000: Tolle Lage
- 2003: Ich liebe das Leben, Regie: Anna Justice
- 2003: Wolfsburg
- 2003: hamlet X
- 2005: Nimm dir dein Leben, Regie: Sabine Michel
- 2008: Die Entdeckung der Currywurst

### Fernsehen
- 1991: Letzte Liebe
- 1998: Tatort: Ein Hauch von Hollywood (Fernsehreihe)
- 2000: Dämonen, Regie: Frank Castorf
- 2000: Tatort: Der schwarze Ritter
- 2002: Liebling, bring die Hühner ins Bett, Regie: Matthias Tiefenbacher
- 2003: Die Schönste aus Bitterfeld, Regie: Matthias Tiefenbacher
- 2004: Der Stich des Skorpion
- 2004: Tatort: Verraten und verkauft
- 2005: Großstadtrevier (Fernsehserie, Folge Voss in Nöten)
- 2005, 2008: SOKO Leipzig (Fernsehserie, verschiedene Rollen, 2 Folgen)
- 2006: Helen, Ted und Fred, Regie: Sherry Hormann
- 2007: SOKO Wismar (Fernsehserie, Folge Familienbande)
- 2007: Notruf Hafenkante (Fernsehserie, Folge Der lange Weg zurück)
- 2008: Mord mit Aussicht (Fernsehserie, Folge Ausgerechnet Eifel)
- 2008: Guter Junge
- 2008: Schokolade für den Chef
- 2008: Der Heckenschütze, Regie: Manfred Stelzer
- 2008: Tatort: Krumme Hunde
- 2008: Tatort: Borowski und die einsamen Herzen
- 2009: Ein starkes Team: Die Schöne vom Beckenrand (Fernsehreihe)
- 2009: Liebling, weck die Hühner auf
- 2009: Dora Heldt: Urlaub mit Papa (Fernsehreihe)
- 2010: Kein Geist für alle Fälle, Regie: Ulli Baumann
- 2012: Der Dicke/Die Kanzlei (Fernsehserie, Folge Auf der Suche)
- 2013: Bloch: Die Lavendelkönigin (Fernsehreihe)
- 2013: Ein Schnitzel für alle (Fernsehreihe)
- 2013: Stubbe – Von Fall zu Fall: Tödliche Bescherung (Fernsehreihe)
- 2025: Tatort: Borowski und das Haupt der Medusa

## Theater
- 1981: Victor Carvajal: Der Streit um die Puppe – Regie: Alejandro Quintana (Theater der Freundschaft Berlin)
- 1987: Peter Brasch: Rosalinde und 3 Knappen – Regie: Hermann Schein (Theater der Freundschaft Berlin)
- 1988: Jewgeni Schwarz: Die Schneekönigin (Räubertochter) frei nach Hans Christian Andersen – Regie: Peter Zimmermann (Theater der Freundschaft Berlin)
- 1992: Rheinische Rebellen, Regie: Frank Castorf
- 1993: Alkestis, Regie: Frank Castorf
- 1993: Rosa Luxemburg, Regie: Johann Kresnik
- 1994: Carl Laufs/Wilhelm Jacoby/Heiner Müller: Pension Schöller: Die Schlacht (Friederike) – Regie: Frank Castorf (Volksbühne Berlin)
- 1994: Pension Schöller, Regie: Frank Castorf
- 1994: Die Sache Danton, Regie: Frank Castorf
- 1995: Die Stadt der Frauen, Regie: Frank Castorf
- 1996: Rocky Dutschke ’68, Regie: Christoph Schlingensief
- 1996: Einsame Menschen, Regie: Leander Haussmann
- 1997: Die Weber, Regie: Frank Castorf
- 1997: Fette Männer im Rock, Regie: Thomas Ostermeier
- 1998: Chance 2000 – Wahlkampfzirkus, Regie: Christoph Schlingensief
- 1998: In einem Jahr mit dreizehn Monden, Regie: Michael Talke
- 1998: Terrordrom, Regie: Frank Castorf
- 1998: Dämonen, Regie: Frank Castorf
- 1999: Gestohlener Gott, Regie: Thomas Bischoff
- 2000: Obszönes Werk: Caligula, Regie: Frank Castorf
- 2000: Elementarteilchen, Regie: Frank Castorf
- 2001: Erniedrigte und Beleidigte, Regie: Frank Castorf
- 2001: Stadt als Beute, Regie: René Pollesch
- 2003: Fünf im gleichen Kleid, Regie: Amely Haag, Sophiensäle
- 2003: Freedom, beauty, truth and love. Das revolutionäre Unternehmen, Regie: René Pollesch
- 2004: Zocker, Regie: Johan Simons
- 2005: Notti Senza Cuore – Life is the new hard, Regie: René Pollesch
- 2006: Im Dickicht der Städte, Regie: Frank Castorf
- 2007: Der kleine Muck ganz unten, Regie: Schorsch Kamerun
- 2008: Die Mutter, Regie: Andrea Moses, Rolle: die Mutter, Theater Oberhausen
- 2009: Final Girl von Matias Faldbakken, Regie: Marie Bues, Rolle: Simpel, Lucy, Theater Basel
- 2010: Die weiße Fürstin von Márton Illés, Regie: Andrea Moses, Münchener Biennale und Theater Kiel
- 2011: Jenseits von Eden, Regie: Peter Kastenmüller, Theater Basel
- 2011: Der Balkon, Regie: Thomas Dannemann, Staatstheater Stuttgart
- 2012: Das weite Land, Regie: Elias Perrig, Theater Basel
- 2012: unendlicher Spass, Regie: Peter Kastenmüller, Hebbel am Ufer
- 2012: Ratgeber für den intelligenten Homosexuellen zu Kapitalismus und Sozialismus mit Schlüssel zur heiligen Schrift von Tony Kushner, Regie: Thomas Dannemann, Staatstheater Stuttgart
- 2013: Szenen einer Ehe[4] nach dem Film von Ingmar Bergman, Regie: Jan Bosse, Staatstheater Stuttgart
- 2013: Der Besuch der alten Dame, Regie: Armin Petras, Staatstheater Stuttgart
- 2014: Caligula, Regie: Krzysztof Garbaczewski, Staatstheater Stuttgart
- 2014: Die Marquise von O. / Drachenblut, Regie: Armin Petras, Staatstheater Stuttgart
- 2014: Du weißt einfach nicht, was die Arbeit ist, Regie: René Pollesch, Staatstheater Stuttgart
- 2015: August: Osage County. Eine Familie[5], Regie: Stephan Kimmig, Staatstheater Stuttgart
- 2015: Tschewengur[5], Regie: Frank Castorf, Staatstheater Stuttgart
- 2017: Der Kirschgarten[6], Regie: Robert Borgmann, Staatstheater Stuttgart
- 2017: Was hält uns zusammen wie ein Ball die Spieler einer Fußballmannschaft[7], Regie: René Pollesch, Staatstheater Stuttgart
- 2018: Revolt. She said. Revolt again. / Mar-a-Lago.[8], Regie: Christina Tscharyiski, Berliner Ensemble
- 2019: Black Maria[9], Regie: René Pollesch, Deutsches Theater Berlin
- 2019: Medea[10], Regie: Robert Borgmann, Schauspiel Köln
- 2019: Eines langen Tages Reise in die Nacht[11], Regie: Luk Perceval, Schauspiel Köln
- 2021: Goodyear[12], Regie: René Pollesch, Deutsches Theater Berlin
- 2021: Herr Puntila und das Riesending in Mitte, Regie: René Pollesch, Volksbühne am Rosa-Luxemburg-Platz
- 2022: Der Freischütz[13], Regie: Kommando Himmelfahrt, Nationaltheater Mannheim
- 2023: Missing in Cantu – (Eure Paläste sind leer)[14], Regie: Andrea Moses, Deutsches Nationaltheater und Staatskapelle Weimar
- 2024: Der aufhaltsame Aufstieg des Arturo Ui[15], Regie: Martin Nimz, Mecklenburgisches Staatstheater

## Hörspiele und Feature
- 1988: Katinkas Märchen von Renate Hürtgen, Regie: Peter Brasch (Rundfunk der DDR)
- 1989: Brüder Grimm: Hänsel und Gretel (Hänsel) – Regie: Werner Buhss (Kinderhörspiel – Litera)
- 1989: Die Feuerprinzessin (Freundin, Fledermaus) von Annelies Schulz – Regie: Manfred Täubert (Kinderhörspiel – Rundfunk der DDR)
- 1990: Carmen Kittel (Sonja) von Georg Seidel, Regie: Fritz Göhler (Hörspiel – Funkhaus Berlin)
- 2000: Das Meer an sich ist weniger von Peter Wawerzinek, Regie: Wolfgang Rindfleisch (DLR, Transit Verlag)
- 2000: Stilles Essen großer Stücke von Matthias Wittekindt, Regie: der Autor (DLR Kultur)
- 2000: Die Irrfahrten des Christian Reutter von Rainer Rauch, Regie: Wolfgang Rindfleisch (DeutschlandRadio Berlin)
- 2001: Ein paar Leute suchen das Glück und lachen sich tot von Sibylle Berg, Regie: Beate Andres (NDR/HR2, der Hörverlag)
- 2001: Ulrike Meinhof Mythos und Wirklichkeit von Regina Leßner, Regie: Wolfgang Bauernfeind (RBB/NDR, der Audio Verlag 2003)
- 2002 Tödliche Ohnmacht, Krimi nach Cecil Scott Forester youtube.com[16]
- 2002: Top Hit leicht gemacht von Paul Plamper, Regie: der Autor (WDR/NDR, der Audio Verlag)
- 2002: Fingerübungen von May B. Lund – Bearbeitung und Regie: Irene Schuck (Kriminalhörspiel – DLR Berlin)
- 2003: Katzen haben sieben Leben von Jenny Erpenbeck – Regie: Ulrike Brinkmann (Hörspiel – DLR Berlin)
- 2003: Venus in Aspik von Sandra Kellein, Regie: Oliver Sturm (SWR)
- 2003: Oblomow von Iwan Gontscharow, Regie: Leonhard Koppelmann (WDR, der Audio Verlag)
- 2004: Snobby Dim von Frank Becker, Regie: Beate Andres (Hörspiel – DLR)
- 2006: „Ich bin unterwegs zum Büro, ich bin unterwegs zu mir“ – Arbeitswelten im Hörspiel, eine Werkschau von Jochen Meißner und Frank Kaspar (DLR Kultur)
- 2006: Requiem für eine Geliebte – Der lange Abschied von der Zigarette von Beate Ziegs: Regie: Beate Ziegs (Feature – NDR)
- 2006: Die Attentäterin von Yasmina Khadra, Regie: Frank-Erich Hübner (WDR, der Hörverlag)
- 2006: Die Minute mit Paul McCartney von Friedrich Christian Delius, Regie: Christiane Ohaus (Hörspiel – RB/WDR)
- 2007: Tirant lo Blanc – der Roman vom weißen Ritter von Joanot Martorell / Martí Joan de Galba, Regie: Christiane Ohaus (RB/DLR Kultur)
- 2007: Urfaust von Johann Wolfgang von Goethe, Regie: Leonhard Koppelmann (MDR, Argon Verlag)
- 2007: Träume von Günter Eich, Regie: Beate Andres – 3. Traum (NDR Kultur, der Hörverlag)
- 2007: Die Geschichte vom Franz Biberkopf von Alfred Döblin, Regie: Kai Grehn (SWR / BR / RBB, Patmos Verlagshaus)
- 2007: Meyerfeldt Wüsten von Edgar Lipki, Regie: der Autor (WDR)
- 2008: Nachts in meinem Garten von Dirk Spelsberg, Regie: Ulrich Lampen (SWR)
- 2008: Kommt ein Mann zur Welt von Martin Heckmanns, Regie: Iris Drögekamp (SWR/HR)
- 2008: Stimmen unterwegs oder wer dreimal die gleiche Bar betritt, hat ein Zuhause im Stehen von Judith Kuckart, Regie: Ulrich Lampen (SWR)
- 2008: Was? Wenn! von Claudia Schreiber, Regie: Petra Feldhoff (WDR, der Audio Verlag 2010)
- 2008: Herr Röslein von Silke Lambeck, Regie: Martin Zylka (WDR, der Audio Verlag)
- 2009: Der Kleiderschrank von Karl-Heinz Bölling, Regie: Ulrich Lampen (DLR Kultur)
- 2009: Die Wiese von Karl-Heinz Bölling, Regie: Hans Gerd Krogmann (DLR Kultur)
- 2009: Die Nacht dazwischen von Jan Neumann, Regie: Ulrich Lampen (NDR)
- 2009: Kaspar Häuser Meer von Felicia Zeller, Regie: Andrea Getto (NDR)
- 2009: Ganz die Deine von Claudia Piñeiro, Regie: Irene Schuck (DLR Kultur)
- 2009: Gottes Wege von Dirk Spelsberg, Regie: Ulrich Lampen (SWR 2)
- 2009: Herr Röslein kommt zurück von Silke Lambeck, Regie: Axel Pleuser (WDR, der Audio Verlag)
- 2009: Knallfunken oder der Missbrauch von Heeresgerät. Krieg im Hörspiel seit 1914. Eine kleine Mediengeschichte mit Marschmusik von Jochen Meißner (DLR Kultur)
- 2009: Leben und Schicksal von Wassili Grossman, Regie: Norbert Schaeffer (NDR Kultur, der Hörverlag)
- 2009: Öland von Johan Theorin – Regie: Götz Naleppa (Hörspiel – DKultur)
- 2010: Kleiner Mann was nun von Hans Fallada, Regie: Irene Schuck (NDR)
- 2010: Dornröschenschlaf von Ria Endres, Regie: Hans Gerd Krogmann (HR)
- 2010: Der Hundekönig von Kreuzberg von Beate Dölling, Regie: Klaus-Michael Klingsporn (Kinderhörspiel – DKultur)
- 2010: Sucking Blood von Edgar Lipki, Regie: der Autor (WDR)
- 2010: Die Störung von Matthias Wittekindt, Regie: Hans Gerd Krogmann (SWR)
- 2010: It’s your turn von Hugo Rendler – Regie: Marti Zylka (Kriminalhörspiel – WDR)
- 2011: Du nennst es Kunst – ich nenn es zu viel Zeit von Oliver Schmaering, Regie: Claude Pierre Salmony (DRS)
- 2011: Ludwigshöhe (2 Teile) von Hans Pleschinski – Bearbeitung und Regie: Irene Schluck (Hörspiel – NDR/DKultur)
- 2013: Feedback Nigger Radio Reservation von Edgar Lipki – feat. fs: Kollektiv, Regie: der Autor (WDR)[17]
- 2013: Primetime von Oliver Bukowski – Regie: Alexander Schuhmacher (Hörspiel – DKultur)
- 2013: Provincetown Playhouse, Juli 1919, Ich war 19 von Normand Chaurette (Hörspiel – SR)
- 2013: Dots Fahrt im Leichenwagen von Tzimon Barto – Regie: Christiane Ohaus (Hörspiel – NDR)
- 2014: Rashomon Hilti von Edgar Lipki – feat. fs: Kollektiv, Regie: der Autor (WDR)[18]
- 2014: „Zersplittert“ („Pulverisés“) von Alexandra Badea, Regie: Anouschka Trocker (SR), live Hörspiel[19]
- 2014: Snaps von Oliver Bukowski – Regie: Alexander Schuhmacher (Hörspiel – DKultur)
- 2015: Rolle rückwärts von Beate Andres – Regie: Beate Andres (Hörspiel – DKultur)
- 2017: Coldhaven von John Burnside – Regie: Klaus Buhlert (Hörspiel – SWR2) – Hörspiel des Jahres 2017[20], Hörspielpreis der Kriegsblinden 2018[21]
- 2024: Cousine Lisbeth von Von Cécile Wajsbrot nach Honoré de Balzac – Regie: Christiane Ohaus (Hörspiel – DKultur)

## Auszeichnungen
- 1989: „Goethe-Preis der Stadt Berlin“[22]
- 1992: „Friedrich-Luft-Preis“,[22] für die Inszenierung Rheinische Rebellen, Regie Frank Castorf, Volksbühne Berlin
- 2014: „Deutscher Theaterpreis DER FAUST“[23], Nominierung als beste Darstellerin im Schauspiel für Marianne in Szenen einer Ehe, Staatstheater Stuttgart
- 2020: „Deutscher Theaterpreis DER FAUST“ in der Kategorie Beste darstellerische Leistung im Schauspiel für Mary Tyrone in Eines langen Tages Reise durch die Nacht, Schauspiel Köln